# Hymn Afganistanu
Da da batorano kor – nieoficjalny hymn Afganistanu pod rządami talibów od 2021. Jest to pieśń a capella, co oznacza, że nie zawiera instrumentów muzycznych, ponieważ instrumenty są uważane za haram (religijnie zabronione lub zakazane) przez wielu islamskich uczonych w Afganistanie.
Islamski Emirat Afganistanu miał formalne przepisy określające jego flagę i godło, jednak nie określono hymnu. Ta pieśń była używana podczas oficjalnych ceremonii; na przykład w 2013 roku, kiedy Talibowie otworzyli swoje biuro polityczne w Dosze w Katarze, pieśń została zagrana podczas ceremonii podniesienia flagi. W związku z tym jest uważana za de facto hymn narodowy Islamskiego Emiratu Afganistanu i talibów.

## Tekst
| Paszto | Transkrypcja | Tekst w języku angielskim |
| --- | --- | --- |
| (کورس:) ساتو يې پۀ سرو وينو، دا د شهيدانو کور دا د باتورانو کور، دا د باتورانو کور ستا کاڼي او بوټي ټول، مونږه ته لعلونه دي وينه پرې توی شوې ده، سرۀ لکه گلونه دي کله يې څوک نيولای شي؟ دا دی د زمريانو کور دا د باتورانو کور، دا د باتورانو کور (کورس) تا به تل آزاد ساتو، څوچې وي ژوندون زمونږ ستا تاريخ به ياد ساتو، څوچې وي ژوندون زمونږ دې کښې به بازان اوسي، دا دی د بازانو کور دا د باتورانو کور، دا د باتورانو کور (کورس) ای گرانه وطن زما، ځار شمه لۀ تا نه زۀ ای ښايسته چمن زما، ځار شمه لۀ تا نه زۀ خلاص که لۀ انگرېز نه وو، شو د اورسانو گور دا د باتورانو کور، دا د باتورانو کور (کورس) ډېرۍ ککرۍ گوره، پاتي د روسانو شوې شنډېدۀ هر يو دښمن، واړۀ ارزوگانې شوې هرچا ته معلوم شولو، دا د افغانانو کور دا د باتورانو کور، دا د باتورانو کور | Ref: Sātu-ye pə sro wino, dā də šahidāno kor Dā də bātorāno kor, dā də bātorāno kor Stā kāṇi aw boṭi ṭol, munga-ta laʿluna di Wina pre toy-šəwe da, srə ləka guluna di Kəla-ye tsok niwəlay ši? Dā day də zmaryāno kor Dā də bātorāno kor, dā də bātorāno kor (Ref) Tā-ba təl āzād sātu, tsoče wi žwandun zamung Stā tārix ba yād sātu, tsoče wi žwandun zamung De-ke ba bāzān osi, dā day də bāzāno kor Dā də bātorāno kor, dā də bātorāno kor (Ref) Ay grāna watan zama, dzar šəma lə tā-na zə Ay xaysta čaman zama, dzar šəma lə tā-na zə Xlās ka lə Angrez-na wu, šu də Urusāno gor Dā də bātorāno kor, dā də bātorāno kor (Ref) Ḍerəy kakarəy gora, pāti də Rusāno šwe Šanḍedə haryəw dux̌man, wāṛə arzogāne šwe Harčā-ta maʿlum šwəlo, dā də Afǧānāno kor Dā də bātorāno kor, dā də bātorāno kor (Ref) | (Ref:) We defend it with our blood, this is the home of the martyrs! This is the home of the brave, this is the home of the brave! All your stones and bushes look like rubies to us! Blood is spilt upon them, they are all red like roses! Do you think it can be conquered? It is the home of the lions! This is the home of the brave, this is the home of the brave! (Ref) We will protect your freedom, as long as our lives last! We will remember your history, as long as our lives last! Eagles will inhabit you, this is the home of the eagles! This is the home of the brave, this is the home of the brave! (Ref) Oh, the dear land of mine, I have offered my life for your sake! Oh, the beautiful lawn of mine, I have offered my life for your sake! Once we were liberated from the English, we became a grave for the Russians! This is the home of the brave, this is the home of the brave! (Ref) Look at these numerous skulls, that's what was left by the Russians! Every enemy has failed, all their hopes got shattered! Now it is obvious to everyone, this is the home of the Afghans! This is the home of the brave, this is the home of the brave! (Ref) |